# Louis Baudry de Saunier
Charles Louis Baudry dit Baudry de Saunier (1865-1938) est un journaliste écrivain, vulgarisateur scientifique, spécialisé dans l'automobile. Il a été collaborateur de l'hebdomadaire L'Illustration pendant près de quarante ans.

## Biographie
Né le 2 mars 1865 rue Neuve-des-Petits-Champs, fils de Mathilde Victoire Ernestine Rousselle et de Édouard-Louis Baudry, commissaire-priseur, Charles Louis Baudry  fait ses études au collège Stanislas où il côtoie Henri de Régnier et Edmond Rostand. Se destinant aux études de Droit, la découverte de la bicyclette en 1890 réoriente sa carrière. Se passionnant pour ce nouveau mode de déplacement, il rédige dès 1891 une Histoire générale de la vélocipédie signée « Baudry de Saunier », qui connaît un réel succès puis suivent Cyclisme théorique et pratique (1892), Les recettes et procédés vélocipédiques (1893) et l’Art de la bicyclette (1894). Du vélo, il passe au tricycle à moteur dont les premiers spécimens commencent à sillonner les routes et écrit sur ce sujet le premier article dans L'Illustration du 11 mai 1895, à propos du tricycle à pétrole De Dion-Bouton. Sa collaboration avec l'hebdomadaire va durer quarante ans.
Il s'intéresse alors logiquement à l'automobile dont les premiers prototypes parcourent les rues de Paris. Quatre ouvrages sont écrits : L’Automobile théorique et pratique (1897), Les recettes du chauffeur (1901), Sa majesté l’alcool (1904) et, enfin, L'art de bien conduire (1906). Pour les adeptes de la conduite, il fonde en 1901 avec Gaston Sencier, La Locomotion, revue qui devient en 1903 La Vie automobile, qu'il abandonne pour fonder en 1906 un nouveau périodique consacré à l'automobile, Omnia, revue pratique de locomotion. Il dispense des conseils pratiques et techniques sur l'automobile, la mécanique et la conduite en général, ainsi que les règles à respecter et les comportements à adopter. Excellent vulgarisateur, il disserte sur les innovations techniques liées à l’automobile mais aborde aussi d’autres thèmes scientifiques.
Pendant la Grande Guerre, Baudry de Saunier s’intéresse au canon de 75 mm, à propos duquel il rédige un ouvrage descriptif qui va devenir une sorte de manuel pratique des artilleurs. Après 1918, il s'intéresse à nouveau à l'automobile, mais aussi à la T.S.F. naissante avec un ouvrage Initiation à la T.S.F. ou à des sujets plus éclectiques avec des ouvrages comme Les gaîtés et tristesses de la grammaire de l'Académie française ou Le Mécanisme sexuel : éducation sexuelle.
En 1921, il publie une anticipation dans laquelle les Allemands envahissent la France et gagnent la guerre en quelques jours, grâce à la puissance de leur aviation : Comment Paris a été détruit en six heures, le 20 avril 1924 (Le jour de Pâques).
Devenu rédacteur en chef de la revue du Touring club de France, il fait la promotion du tourisme et devient membre de l'Office national du Tourisme. Précurseur du caravaning, il donne lui-même l’exemple en acquérant ce que L'Illustration appelle dans l’article nécrologique qu’elle lui consacre, « une roulotte remorque » baptisée Pigeon Vole. Il rédige enfin pour ce périodique une série de brochures qui seront de véritables best-sellers, atteignant au moment de sa disparition les 300 000 exemplaires pour Le Code de la route commenté (1929), et dépassant même les 500 000, avec L'Examen du permis de conduire. D'autres ouvrages ont connu un vrai succès : Initiation à l’automobile et, dans un registre différent, Principes et usages de la bonne éducation moderne.
Baudry de Saunier est décédé le 31 décembre 1938. Dans l'article nécrologique que lui consacre l'hebdomadaire, le 7 janvier 1939, on peut lire en conclusion : « C’est un grand vulgarisateur qui disparaît, le créateur d’une formule qui permettait au lecteur, même le moins préparé de comprendre les sujets techniques les plus ardus ».

## Publications
- Histoire générale de la vélocipédie  (préf. Jean Richepin), Paris, Paul Ollendorff, 1891
- Le Cyclisme théorique et pratique  (préf. Pierre Giffard), Paris, La Librairie illustrée, 1893
- L'Automobile théorique et pratique : traité élémentaire de locomotion à moteur mécanique, Paris, La Librairie illustrée, 1893
- Les mémoires de Charles Terront : sa vie ses performances, son mode d'entraînement, Paris, L. Pochy, 1893
- L'Automobile théorique et pratique II. Voitures à pétrole, Neuilly-Levallois, L. Baudry de Saunier, 1899-1900 [lire en ligne]
- Sa majesté l'alcool : historique, fabrication, applications à l'industrie, à l'éclairage, au chauffage & à la force motrice, Paris, L. Baudry de Saunier, 1900
- Annual 1906 : manuel général de l'industrie automobile, Paris, Dunod, 1904
- Annual 1907 : manuel général de l'industrie automobile, Paris, 1906 [lire en ligne]
- Éléments de locomotion aérienne, Paris, 1907
- Initiation à la T.S.F., Paris, Baudry de Saunier, 1909  — rééd. en 1933
- Comment Paris a été détruit en six heures, le 20 avril 1924 (Le jour de Pâques), Paris, Ernest Flammarion, 1921. Réédité dans l'anthologie : Les Guerres futures, Bibliogs, 2018  (ISBN 979-10-94282-40-3)
- Mon automobile dépense trop, Paris, Ernest Flammarion, 1923
- Le Mécanisme sexuel : éducation sexuelle, Paris, Ernest Flammarion, 1925
- Les Accumulateurs, leur usage pratique, Paris, Ernest Flammarion, 1930
- Gaîtés et Tristesses de la Grammaire de l'Académie française, Paris, Ernest Flammarion, 1932
- L'Art de bien conduire une automobile, un cyclecar, une motocyclette, Paris, Ernest Flammarion, 1930
- Histoire de la Locomotion terrestre, Paris, Ernest Flammarion, 1933
- Avec Charles Dollfus et Edgar de Geoffroy, Plus de chevaux pour moins d'argent ou les mérites de la culasse en aluminium, Paris, Administration provisoire d'imprimerie, 1935
- Histoire de la locomotion terrestre, La Locomotion naturelle : l'attelage, la voiture, le cyclisme : l'automobile, Paris, Éditions de l'Aluminium français, 1936
- Avec Charles Dollfus et Edgar de Geoffroy, L'Art de bien conduire une automobile, Paris, L'Illustration, 1936
- L'Électricité à la maison est économique pour tout et pour tous, Paris, Ernest Flammarion, 1937
- Principes et Usages de bonne éducation moderne  (ill. André Galland), Paris, Ernest Flammarion, 1937

### Sans date
- Le Capsulage des bouteilles par l'aluminium, Paris, Devambez, 19..
- L'Emballage dans le papier d'aluminium, Paris, Éditions de l'Aluminium français, 19..
- Éléments d'automobile : notions sommaires sur la question des voitures automobiles, sur leur fonctionnement, sur leur utilité, sur les changements qu'elles apportent dans les mœurs, dans les affaires, dans la circulation, dans la vie du pays : Voitures à vapeur, voitures électriques, voitures à petrole, Paris, Éditions de l'Aluminium français, 19..
- L'automobile théorique et pratique. Tome II : Le chassis : explication simple du mécanisme complet d'une voiture automobile et de tous ses organes, Paris, Dunod, 190.?
- Les recettes du chauffeur : recueil de notions, procédés et recettes utiles à un conducteur d'automobile (voiture, motocycle, motocyclette) : indication des pannes principales et des remèdes à leur apporter : ouvrage renfermant de nombreuses gravures, Paris, L. Baudry de Saunier, 19??

## Distinction
- 1920 :  Officier de la Légion d'honneur[4]